# ألين رين
ألين رين (بالإنجليزية: Allen Raine)‏ (6 أكتوبر 1836 في المملكة المتحدة - 21 يونيو 1908، ويلز في المملكة المتحدة)؛ كاتِبة وروائية بريطانية-ويلزية.